# Vaccinium albicans
Vaccinium albicans är en ljungväxtart som beskrevs av Herman Otto Sleumer. Vaccinium albicans ingår i Blåbärssläktet, och familjen ljungväxter.

## Underarter
Arten delas in i följande underarter:
- V. a. pseudopsammogenes
- V. a. pubens